# Maxilly-sur-Léman
Maxilly-sur-Léman se trouve à 3 km à l'est de la ville d'Évian-les-Bains, dans le département de la Haute-Savoie, en région Auvergne-Rhône-Alpes.
Ses habitants sont les Maxilliens.

## Géographie

### Situation

#### Localisation
Le village se situe sur les bords du Léman, dans le Chablais français, à quelques kilomètres de Saint-Gingolph et de la frontière helvétique.
Les communes limitrophes de Maxilly-sur-Léman sont Neuvecelle, Saint-Paul-en-Chablais et Lugrin.

#### Climat
Le climat y est de type montagnard en raison de la présence du massif alpin.

## Urbanisme

### Typologie
Au 1er janvier 2024, Maxilly-sur-Léman est catégorisée ceinture urbaine, selon la nouvelle grille communale de densité à sept niveaux définie par l'Insee en 2022.
Elle appartient à l'unité urbaine de Thonon-les-Bains, une agglomération intra-départementale regroupant treize  communes, dont elle est une commune de la banlieue,,. Par ailleurs la commune fait partie de l'aire d'attraction de Lausanne (partie française), dont elle est une commune de la couronne,. Cette aire, qui regroupe 3 communes, est catégorisée dans les aires de 200 000 à moins de 700 000 habitants,.
La commune, bordée par un plan d’eau intérieur d’une superficie supérieure à 1 000 hectares, le Léman, est également une commune littorale au sens de la loi du 3 janvier 1986, dite loi littoral. Des dispositions spécifiques d’urbanisme s’y appliquent dès lors afin de préserver les espaces naturels, les sites, les paysages et l’équilibre écologique du littoral, tel le principe d'inconstructibilité, en dehors des espaces urbanisés, sur la bande littorale des 100 mètres, ou plus si le plan local d’urbanisme le prévoit.

### Occupation des sols
L'occupation des sols de la commune, telle qu'elle ressort de la base de données européenne d’occupation biophysique des sols Corine Land Cover (CLC), est marquée par l'importance des territoires artificialisés (38,8 % en 2018), en augmentation par rapport à 1990 (29,9 %). La répartition détaillée en 2018 est la suivante : 
zones urbanisées (38,8 %), forêts (36,3 %), zones agricoles hétérogènes (14,5 %), prairies (9,8 %), eaux continentales (0,5 %).
L'IGN met par ailleurs à disposition un outil en ligne permettant de comparer l’évolution dans le temps de l’occupation des sols de la commune (ou de territoires à des échelles différentes). Plusieurs époques sont accessibles sous forme de cartes ou photos aériennes : la carte de Cassini (XVIIIe siècle), la carte d'état-major (1820-1866) et la période actuelle (1950 à aujourd'hui).

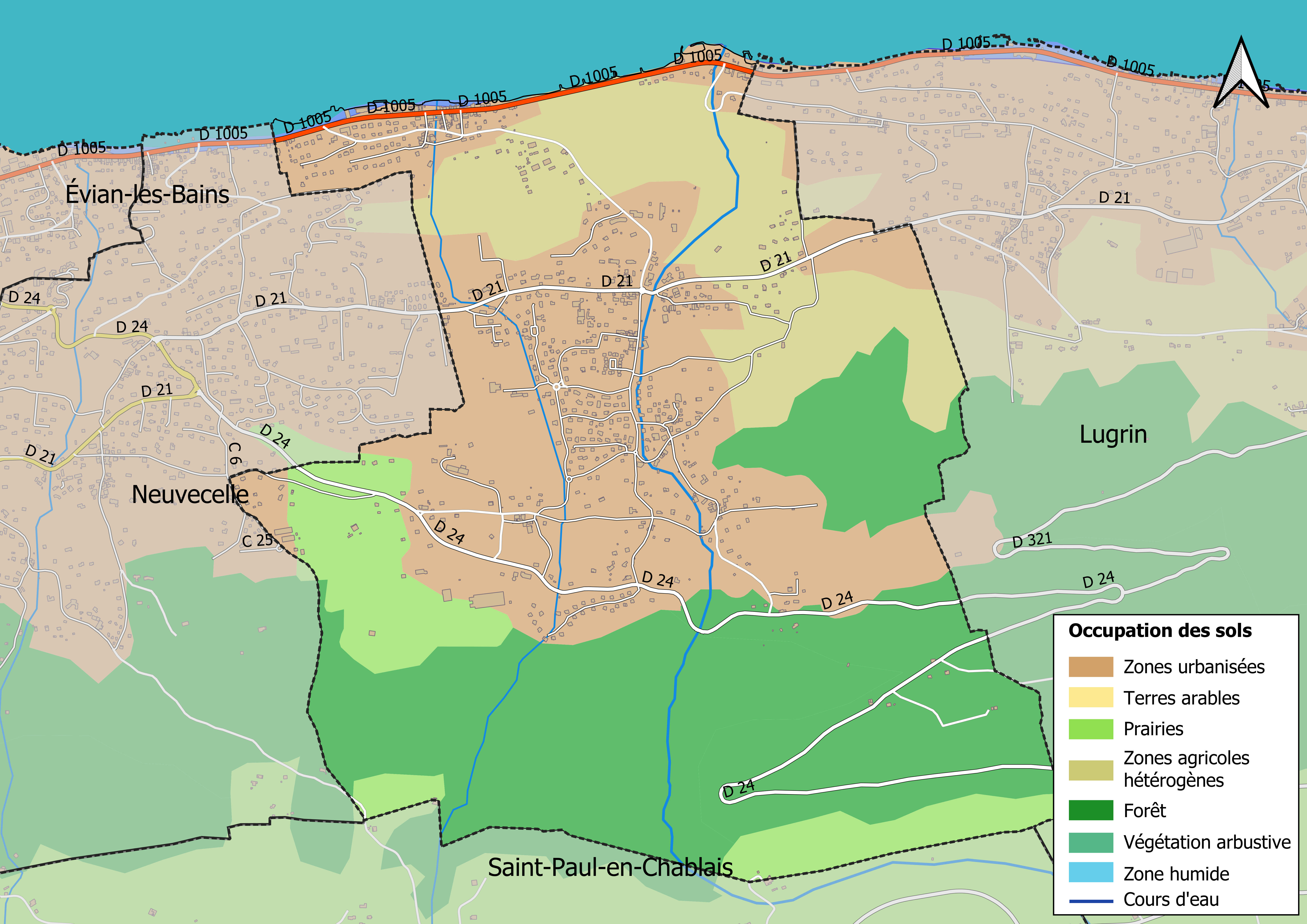
Carte des infrastructures et de l'occupation des sols en 2018 (CLC) de la commune.
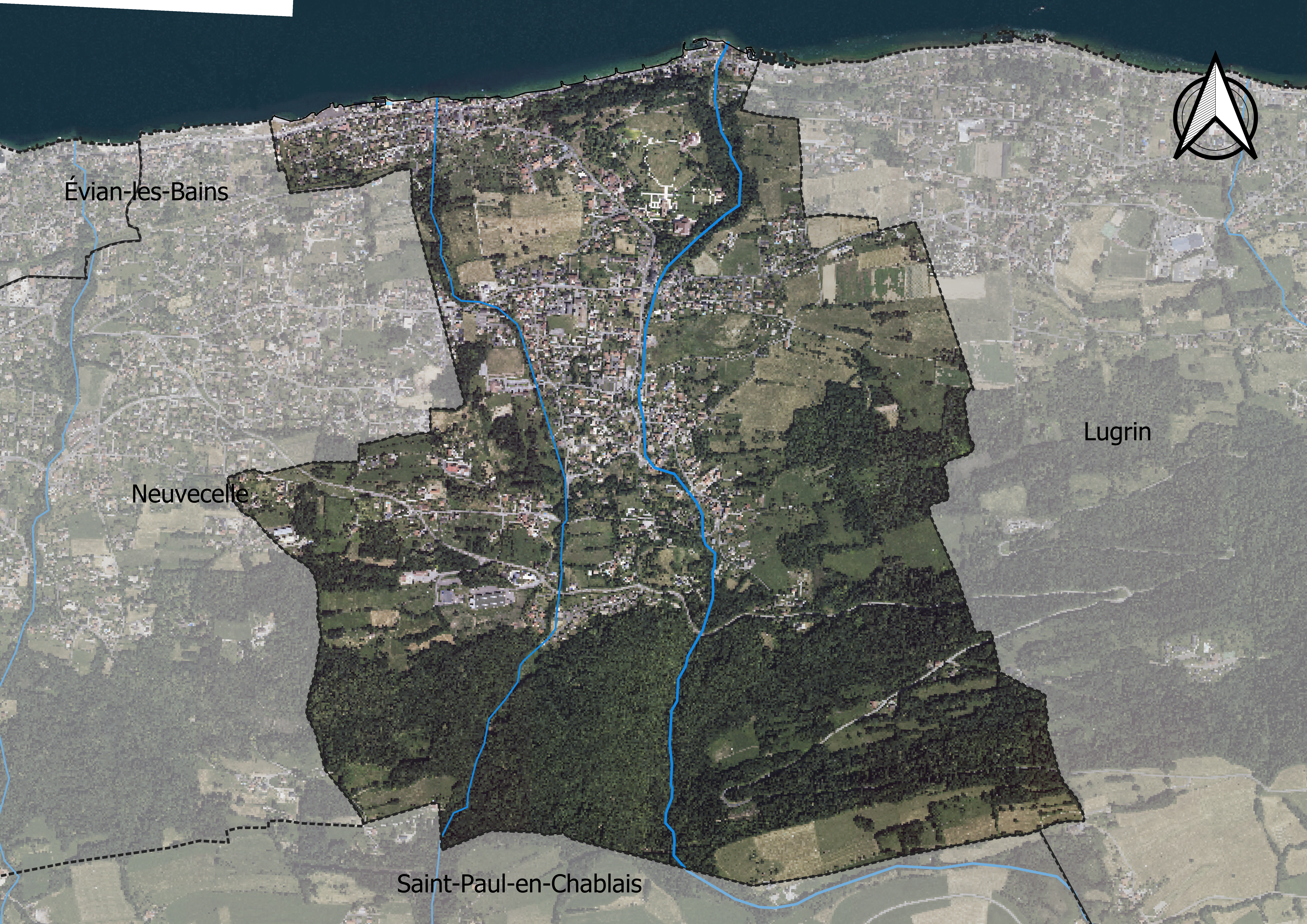
Carte orthophotogrammétrique de la commune.

#### Voies de communication et transports
- Ligne du Tonkin, ligne de chemin de fer reliant Évian-les-Bains à Saint-Gingolph. Actuellement fermée, un projet de réouverture est en cours, prévoyant la poursuite des trains régionaux valaisans jusqu'à Évian-les-Bains, avec 15 allers-retours par jour. Cependant ce projet est concurrencé par celui d'une piste cyclable. À ce jour, il n'existe aucun projet concret.
- Les transports en commun d'Évian-les-Bains (ÉVA'D) desservent la commune.

## Toponymie
Le village tire son nom du « domaine de Marcelluis ».
En francoprovençal, le nom de la commune s'écrit Maslyi, selon la graphie de Conflans.

## Histoire

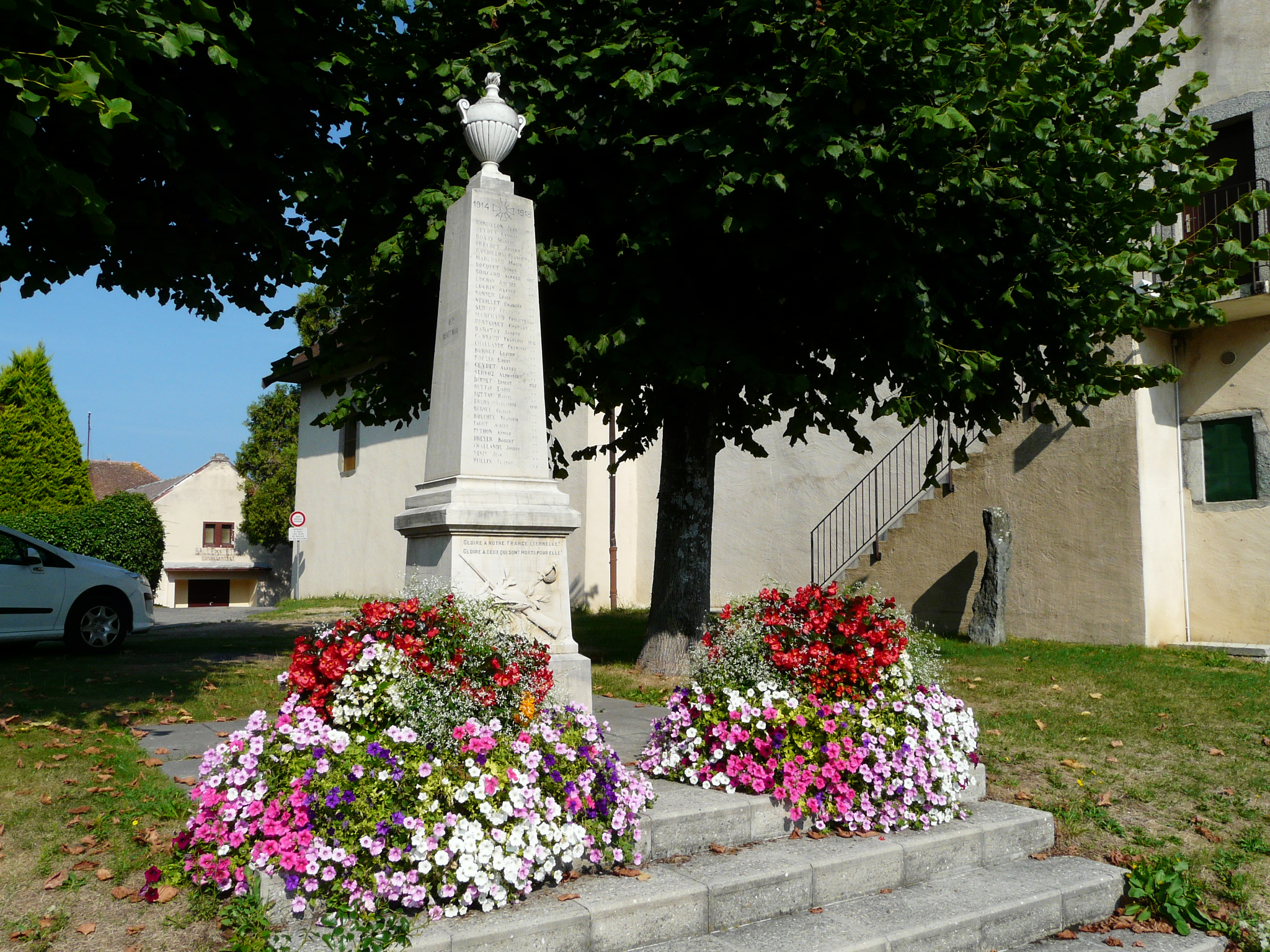
Le monument aux morts.

## Politique et administration

### Situation administrative
La commune de Maxilly-sur-Léman appartient au canton d'Évian-les-Bains, qui compte selon le redécoupage cantonal de 2014 33 communes.
La commune est membre de la communauté de communes Pays d'Évian Vallée d'Abondance.
Maxilly-sur-Léman relève de l'arrondissement de Thonon-les-Bains et de la cinquième circonscription de la Haute-Savoie, dont le député est Marc Francina (UMP) depuis les élections de 2012.

### Liste des maires
| Période                                  | Période   | Identité           | Étiquette | Qualité |
| ---------------------------------------- | --------- | ------------------ | --------- | ------- |
| ?                                        | 1941      | Simon Viollaz      |           |         |
| 1941                                     | 1944      | André Devaux       |           |         |
| 1944                                     | 1957      | Valentin Peray     | ...       |         |
| 1957                                     | 1989      | Robert Ducret      | PS        |         |
| mars 1989                                | 2001      | Jean-Paul Quiblier | ...       | ...     |
| mars 2001                                | mars 2008 | Joseph Bendotti    | ...       | ...     |
| mars 2008                                | En cours  | Daniel Magnin      | ...       | ...     |
| Les données manquantes sont à compléter. |           |                    |           |         |

## Population et société

### Démographie
L'évolution du nombre d'habitants est connue à travers les recensements de la population effectués dans la commune depuis 1793. Pour les communes de moins de 10 000 habitants, une enquête de recensement portant sur toute la population est réalisée tous les cinq ans, les populations de référence des années intermédiaires étant quant à elles estimées par interpolation ou extrapolation. Pour la commune, le premier recensement exhaustif entrant dans le cadre du nouveau dispositif a été réalisé en 2008.

En 2022, la commune comptait 1 519 habitants, en évolution de +11,28 % par rapport à 2016 (Haute-Savoie : +6,01 %, France hors Mayotte : +2,11 %).
| 1793 | 1800 | 1806 | 1822 | 1838 | 1848 | 1858 | 1861 | 1866 |
| ---- | ---- | ---- | ---- | ---- | ---- | ---- | ---- | ---- |
| 220  | 324  | 329  | 440  | 437  | 472  | 401  | 369  | 417  |

| 1872 | 1876 | 1881 | 1886 | 1891 | 1896 | 1901 | 1906 | 1911 |
| ---- | ---- | ---- | ---- | ---- | ---- | ---- | ---- | ---- |
| 400  | 430  | 529  | 551  | 494  | 486  | 527  | 494  | 526  |

| 1921 | 1926 | 1931 | 1936 | 1946 | 1954 | 1962 | 1968 | 1975 |
| ---- | ---- | ---- | ---- | ---- | ---- | ---- | ---- | ---- |
| 460  | 530  | 510  | 520  | 557  | 545  | 573  | 648  | 646  |

| 1982 | 1990 | 1999  | 2006  | 2008  | 2013  | 2018  | 2022  | - |
| ---- | ---- | ----- | ----- | ----- | ----- | ----- | ----- | - |
| 720  | 945  | 1 020 | 1 195 | 1 245 | 1 330 | 1 464 | 1 519 | - |

### Enseignement
La commune dispose d'une école maternelle et d'une école élémentaire. Maxilly dépend du collège Les Rives-du-Léman situé à Évian-les-Bains.

### Manifestations culturelles et festivités
- Expo d'automne en novembre, depuis 2008.
- Fête de la musique le 21 juin depuis 2011.
- Marché de Noël et Téléthon le premier week-end de décembre.

### Médias
- Télévision locale : TV8 Mont-Blanc.

## Économie
La commune de Maxilly-sur-Léman dépend du Registre du commerce et des sociétés de Thonon-les-Bains.
En 2022, le nombre d'entreprises installées à Maxilly-sur-Léman est de 188. 35 % des entreprises, soit 69 d'entre elles, ont pour secteur d'activité la location et exploitation de biens immobiliers propres ou loués.
L'entreprise qui a généré le chiffre d'affaires le plus importants à Maxilly-sur-Léman, en 2021, était Actini (17 314 795 €). Elle est suivie de Proto Process, qui fabrique des cartes électroniques assemblées, puis l'entreprise Pascal Martin, dont l'activité est axée sur des travaux de terrassement courants et travaux préparatoires (respectivement 1 493 576 € et 873 069 €).
L'entreprise qui a déclaré le résultat net le plus important, en 2021, était également Actini (1 051 797 €). En deuxième position se trouve l'entreprise Pascal Martin (222 373 €), et en troisième position Bioadvise, qui est spécialisée dans l'ingénierie et les études techniques (61 766 €).

## Culture et patrimoine

### Lieux et monuments

#### Monuments Laïques
- Château du XIIIe siècle chef-lieu de la seigneurie de Maxilly, tenu par la famille de Blonay.

#### Monuments religieux

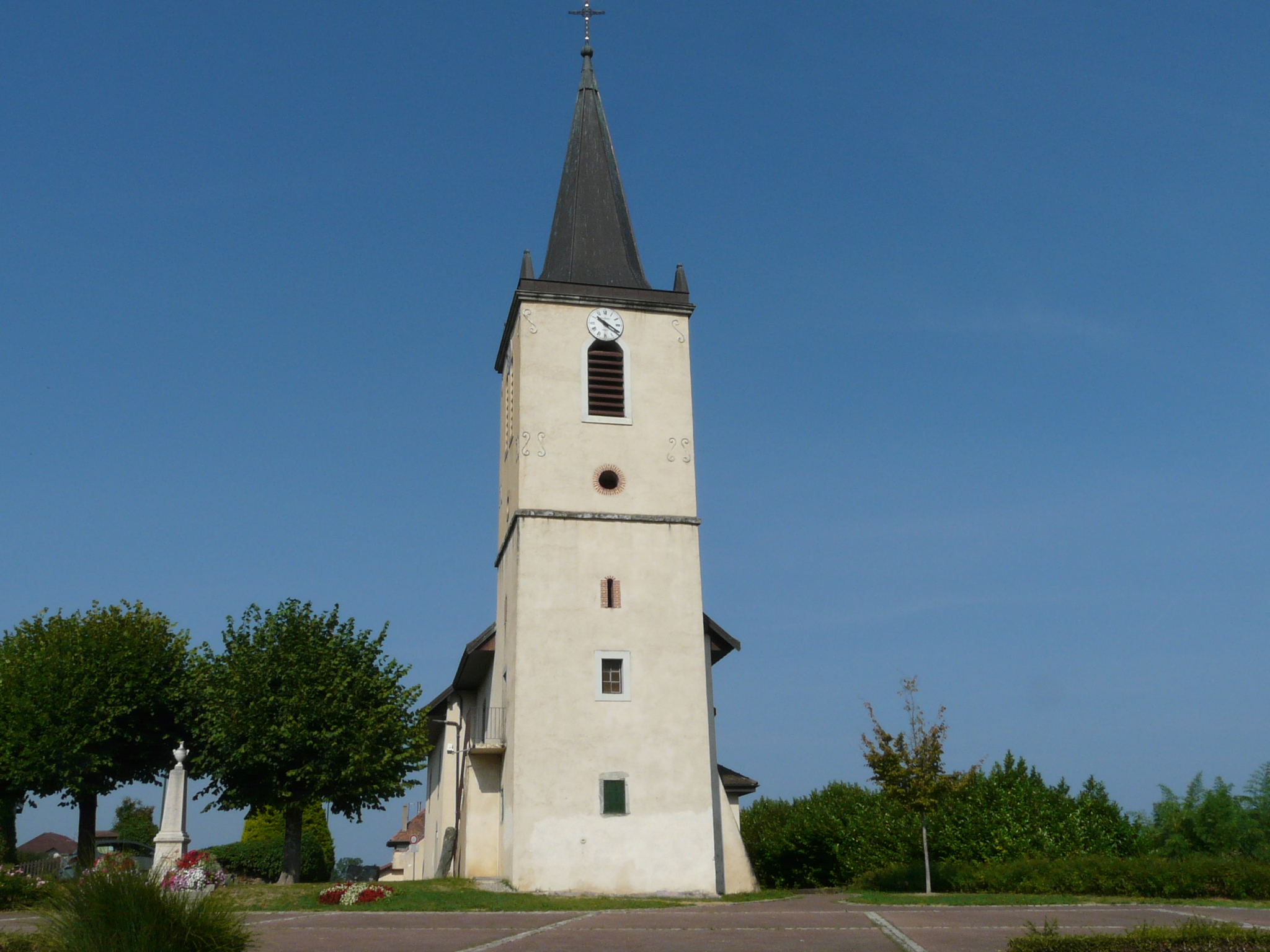
L'église Sainte-Marie-Madeleine.

- Église Sainte-Marie-Madeleine.

#### Espaces verts et autres lieux
- Belvédère offrant une vue sur le Léman et la rive et le Jura suisse.
- Arboretum clos marchand avec jeux publics pour les petits.

### Patrimoine culturel
- Légende des chats parlants, gardiens du château.

### Personnalités liées à la commune
- Khalifa ben Zayed Al Nahyane (1948-2022), émir d'Abou Dabi et président des Émirats arabes unis de 2004 à 2022, réside plusieurs mois de l'année dans la commune, dans un domaine de près de 10 hectares acheté en 1991 par son père, Zayed ben Sultan Al Nahyane (1918-2004), fondateur et premier président des Émirats arabes unis[17]. A sa mort le domaine passe à son frère et successeur Mohammed ben Zayed Al Nahyane.
- Henri Jacobi, architecte de l'Hôtel Le Lumina (1936)

### Héraldique
| Armes de Maxilly sur Léman | Les armes de Maxilly-sur-Léman se blasonnent ainsi : De sable au lion d'or, armé et lampassé de gueules, soutenu d'un lac ondé d'argent. Les armes de la commune reprennent ainsi le lion du blason de la famille de Blonay, seigneurs de Maxilly et Montigny. |